# Provinz Castilla
Die Provinz Castilla ist eine von acht Provinzen der Region Arequipa im Süden von Peru. Die am 21. März 1864 gegründete Provinz wurde nach Ramón Castilla (1797–1867), einem peruanischen Militär und Politiker sowie viermaliger Präsident Perus, benannt. Die Provinz hat eine Fläche von 6914,48 km². Beim Zensus 2017 lebten 33.629 Menschen in der Provinz. Im Jahr 1993 lag die Einwohnerzahl bei 36.864, im Jahr 2007 bei 38.425. Die Provinzverwaltung befindet sich in der Kleinstadt Aplao.

## Geographische Lage
Die Provinz Castilla liegt etwa 645 km südsüdöstlich der Landeshauptstadt Lima. Sie erstreckt sich über die peruanische Westkordillere und hat eine Längsausdehnung in NNO-SSW-Richtung von knapp 190 km. Der Fluss Río Camaná (im Mittellauf Río Majes) durchquert das Gebiet in südlicher Richtung. An der westlichen Provinzgrenze erhebt sich der Vulkan Coropuna.
Die Provinz Castilla grenzt im Westen an die Provinz Condesuyos, im Osten an die Provinz Caylloma sowie im Süden an die Provinz Camaná.

## Verwaltungsgliederung
Die Provinz Castilla gliedert sich in 14 Distrikte (Distritos). Der Distrikt Aplao ist Sitz der Provinzverwaltung.
| Distrikt     | Verwaltungssitz |
| ------------ | --------------- |
| Andagua      | Andagua         |
| Aplao        | Aplao           |
| Ayo          | Ayo             |
| Chachas      | Chachas         |
| Chilcaymarca | Chilcaymarca    |
| Choco        | Choco           |
| Huancarqui   | Huancarqui      |
| Machaguay    | Machaguay       |
| Orcopampa    | Orcopampa       |
| Pampacolca   | Pampacolca      |
| Tipán        | Tipán           |
| Uñón         | Uñón            |
| Uraca        | Corire          |
| Viraco       | Viraco          |